# Édouard Alfred Martel

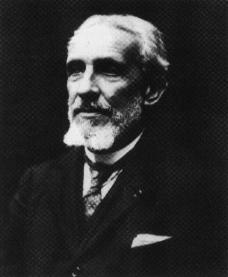
Édouard Alfred Martel

Édouard Alfred Martel (* 1. Juli 1859 in Pontoise; † 3. Juni 1938 in Montbrison) war ein französischer Jurist und gilt als Begründer der modernen, systematischen und wissenschaftlichen Höhlenforschung.

## Leben
Martel verbrachte häufig seine Urlaube in den südfranzösischen Causses,  einer Region mit kargen unfruchtbaren Karstplateaus. Im Sommer 1888 begann seine Karriere als Höhlenforscher mit der Erkundung der Abîme de Bramabiau und der Grotte de Dargilan bei Meyrueis, die er detailliert beschrieb und kartografierte.
Martel arbeitete eng mit dem Schmied  Louis Armand aus Le Rozier zusammen, der ihm als Mitstreiter und technischer Innovator zur Seite stand und mit dem er viele Ausrüstungsgegenstände entwickelte und herstellte. Begleitet durch einen Maler war er in der Lage, die Befahrungen zu dokumentieren und schrieb viele Bücher über die Höhlenforschung, die bald zu Bestsellern wurden.
Martel gab schließlich seinen ungeliebten Beruf als Jurist auf und lebte nur noch von der Höhlenforschung. Er erwarb eine Höhle in Südfrankreich und betrieb sie als Schauhöhle, hinzu kamen seine Bücher und verschiedene Gutachtertätigkeiten. So erkrankte er einmal sehr schwer an Wasser, welches er in einer Höhle trank. Als er viele Wochen später wieder gesund war, erforschte er die Höhle bachaufwärts und fand eine Doline, die als Abdeckerei benutzt wurde. Daraufhin erreichte er es, erstmals Karstgebiete als Wasserschutzgebiete in die französische Gesetzgebung aufnehmen zu lassen (Loi Martel, 1902).
1896 gelang es ihm, das insgesamt 1300 Meter lange Höhlensystem der Höhle Coves del Drac auf der Baleareninsel Mallorca gründlich zu erforschen und zu kartografieren. Finanzier der Forschung war Erzherzog Ludwig Salvator. Martel fand den riesigen, kristallklaren, konstant 20 °C warmen See tief im Höhleninneren. Dieser See wurde dann auch nach ihm Llac Martel benannt. Er ist 177 Meter lang, 40 Meter breit und rund 9 Meter tief.

## Werke
- 1890: Les Cevennes. Librairie Charles Delagrave, Paris, 400 S.
- 1894: Les Abîmes, les eaux souterraines, le cavernes, les sources, la spéléologie. Librairie Charles Delagrave, Paris, 578 S. (Laffitte Reprints, Marseille 1996)
- 1895: Le Massif de la Bernina. In Zusammenarbeit mit A. Lorria, Verlag Orell, Zürich, 200 S.
- 1897: Irlande et Cavernes anglaises. Librairie Charles Delagrave, Paris, 400 S.
- 1899: Le Trayas et L'Esterel. Librairie Charles Delagrave, Paris, 80 S.
- 1900: La Speleologie. Librairie Carre et Naud, Paris, 125 S.
- 1901: Le Gouffre de Padirac. Librairie Charles Delagrave, Paris, 180 S.
- 1903: La Photographie Souterraine. Librairie Gauthier-Villars, Paris, 70 S.
- 1905: La Speleologie aux XXe Siecle. Librairie Hermann, Paris, 810 S.
- 1906: Le sol et l'eau - Traité d'hygiène. In Zusammenarbeit mit Luis de Launay, Ed. Bonjean, J. Título Ogier, Librairie Baillere Paris, 486 S.
- 1908: L'Evolution Souterraine. Librairie Flammarion, Paris, 388 S.
- 1909: La Côte d'Azur Russe. Librairie Charles Delagrave, Paris, 423 S.
- 1910: Cavernes et Eaux Souterraines de la Belgique. (In Zusammenarbeit mit E. Van den Broeck und E. Rahir), Librairie Lamertin, Bruxelles, 1800 S.
- 1921: Nouveau Traite des Eaux Souterraines. Librairie Doin, Paris, 840 S.
- 1926: Causses et Gorges du Tarn. Librairie Artieres et Maury, Millau, 512 S.
- 1927: L'Aven Armand. Librairie Artieres et Maury, Millau, 48 S.
- 1928–1930: La France Ignoree. 2 Bände, Librairie Charles Delagrave, Paris, 600 S.
- 1936: Les Grands Causses. Librairie Artieres et Maury, Millau, 510 S.